# Dyspnoe-Index
Der Dyspnoe-Index liefert eine Aussage über das Ausmaß der Atemnot bei Lungen- und Herz-Kreislauferkrankungen. Da Dyspnoe definitionsgemäß ein subjektives Empfinden ist, beruht die Einteilung in der Regel auch auf subjektiven Kriterien.
Als sogenannte Ventilations-Effizienz oder Atemreserve-Index wird ein Bezug zwischen Atemreserve (AR) und Atemgrenzwert (AGW) hergestellt. Ein Ergebnis unter 60 spricht für das Vorliegen einer Ruhedyspnoe. Die Formel lautet:
1 AR mal 100/AGW
Der Borg-Dyspnoe-Index (die Borg-Skala) bietet eine visuelle Analogskala in zwölf Stufen als Einteilungsschema für das Ausmaß der subjektiven Belastung (von kaum wahrnehmbarer Beeinträchtigung bis schwerster Behinderung) an.
Der Mahler-Score oder Dyspnoe-Index nach Mahler wird (nach Mahler et al. 1984) in einen Baseline Dyspnoe Index (BDI) und Transitional Dyspnoe Index (TDI) eingeteilt. Der Modified Dyspnea Index führt weitere Kriterien ein, die darauf schließen lassen, dass die Atemmuskulatur einen wesentlichen Einfluss auf die Atemnot hat.